# Thüringer Sintflut

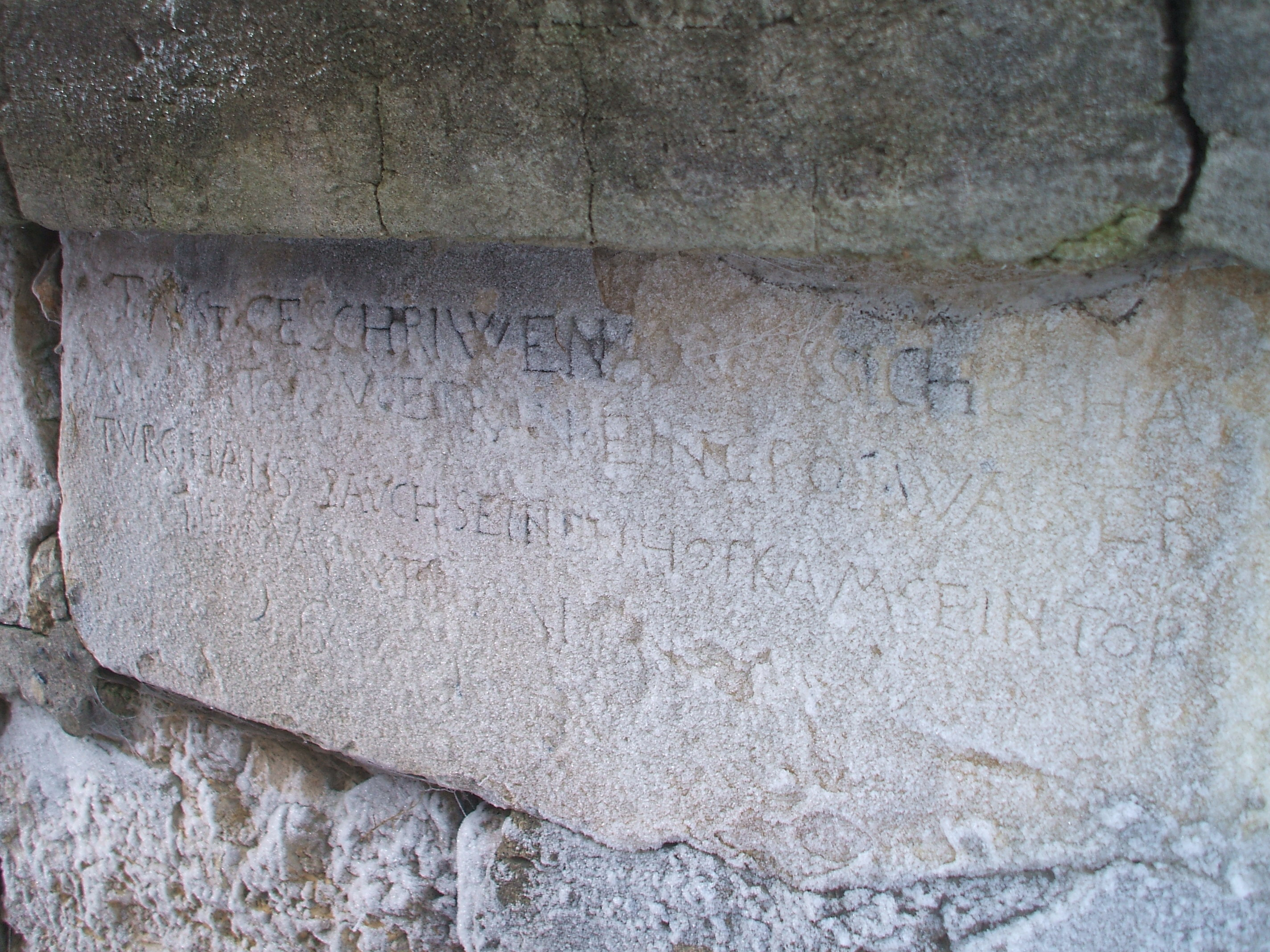
Zeitgenössische Gedenkinschrift zur Thüringer Sintflut in Geunitz, Haus Nr. 15: Die Inschrift lautet „TA IST GESCHRIWEN AN / WIE SICH ES HAT MIT TEN TOR ZUGETAN / EIN GROS WASSER TURG HANS BAUCH SEINEN HOF KAM / SEIN TOR TIR MAWER MITNAM / 1613“.

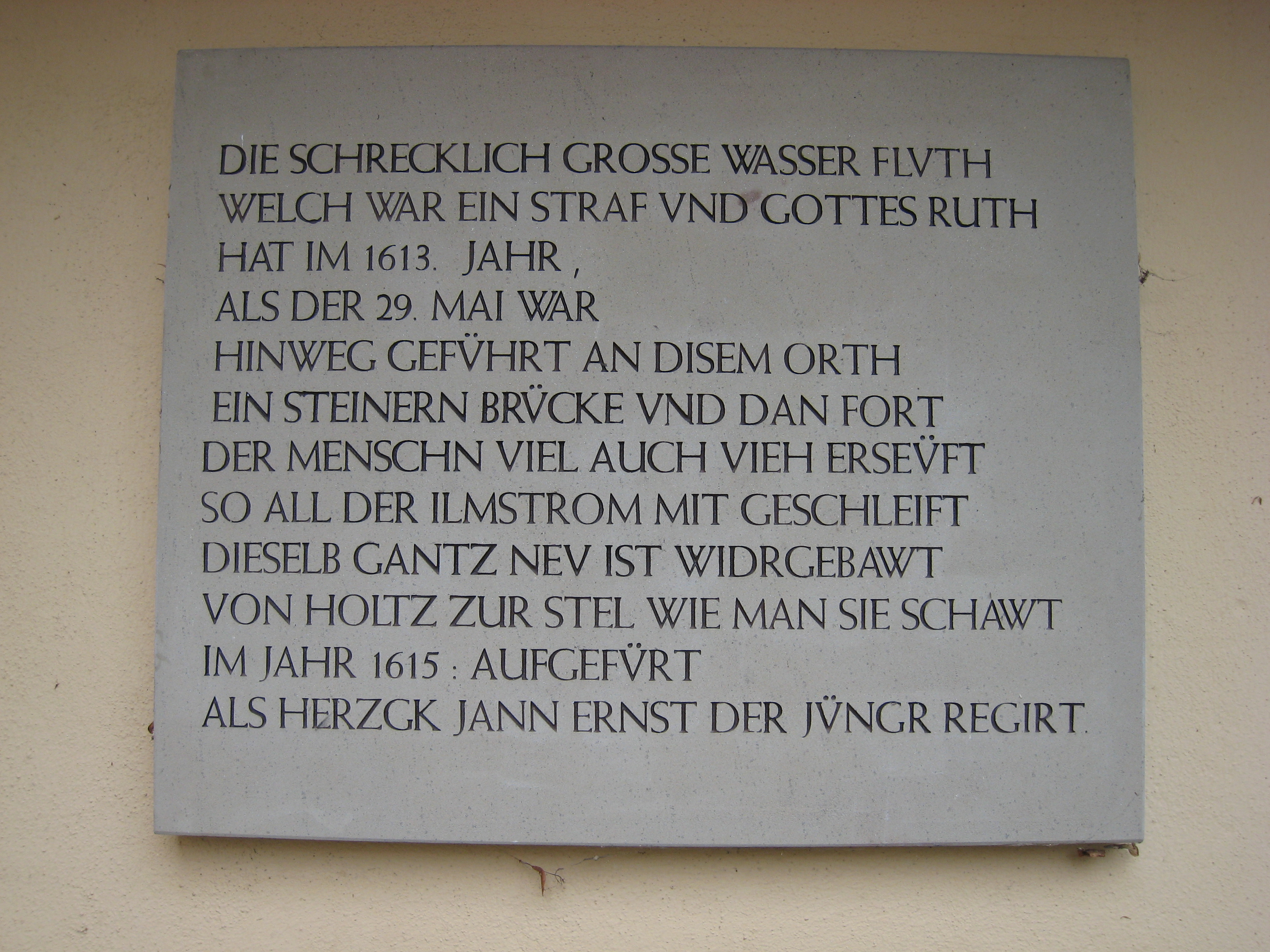
Inschrift in Oberweimar, beim Deutschen Bienenmuseum

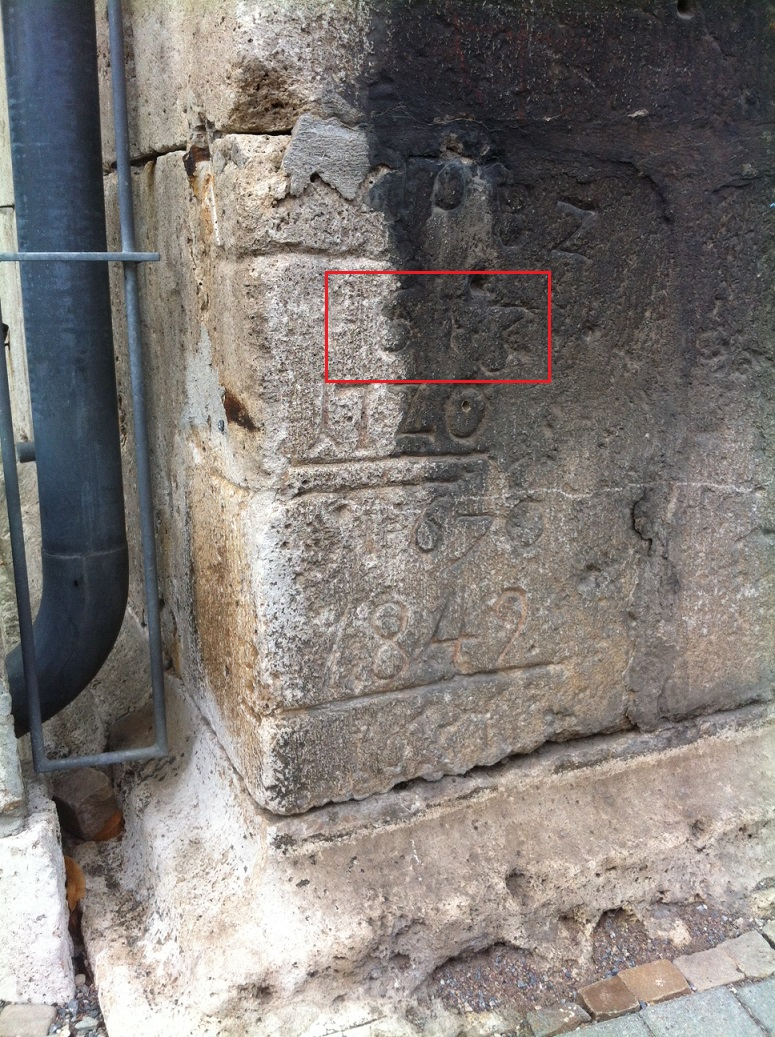
Hochwassermarke von 1613 an der Georgikirche (Mühlhausen)

Die so genannte Thüringer Sintflut war eine Flutkatastrophe im Jahr 1613, in deren Verlauf Teile Thüringens von einem Hochwasser betroffen waren.

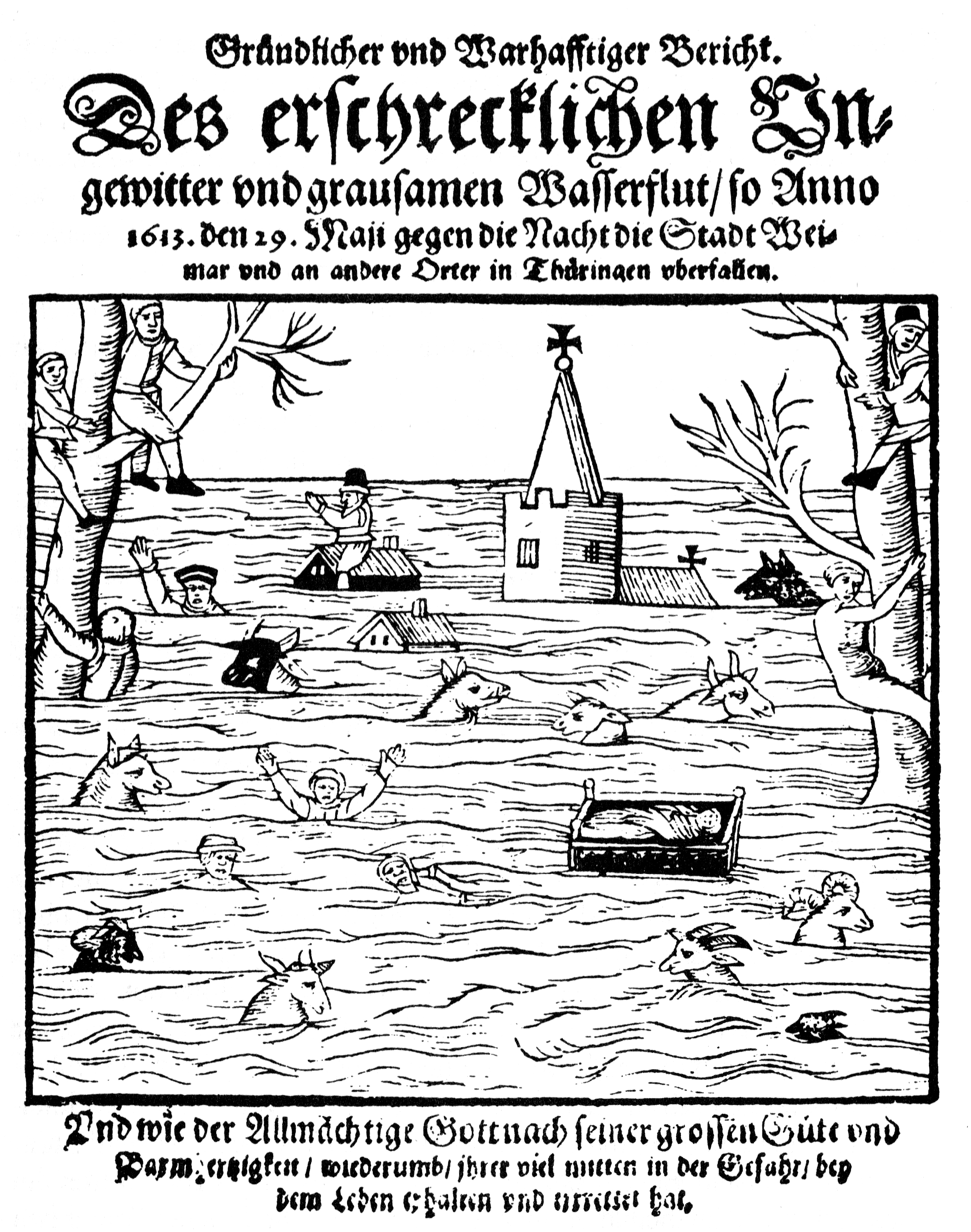
"Die Verheerungen der Sündflut" in Thüringen, Titelblatt des 1613 erschienenen Berichts von Abraham Lange

Am 29. Mai 1613 entluden sich über Teilen Thüringens schwere Gewitter und ließen viele Flüsse innerhalb weniger Stunden um mehrere Meter ansteigen. Betroffen war ein Gebiet von Mühlhausen, Langensalza und Artern im Norden bis nach Stadtilm und Ichtershausen im Süden, von Erfurt und Gotha im Westen bis nach Naumburg im Osten. Die Unwetterkatastrophe ist als „Thüringer Sintflut“ in den Chroniken vieler Ortschaften beschrieben:
In Kahla gab es mehrere Todesopfer, in Jena wurden weite Teile der Stadt überschwemmt. In Zottelstedt bei Apolda stieg der Wasserspiegel der Ilm um 6 bis 8 m und zerstörte das Dorf im Uferbereich fast vollständig. In Apolda selbst wurden acht Häuser weggeschwemmt und 24 Tiere ertranken. In Weimar wurden bei der Flutkatastrophe 44 Häuser zerstört, in Bad Berka 23 Häuser, in Erfurt 125 Häuser. In Mattstedt stieg der Wasserspiegel der Ilm um 6 Meter an und überschwemmte das gesamte Unterdorf. Die Katastrophe hatte zur Folge, dass sich die weitere Ortsentwicklung in höher gelegenes Gelände verlagerte. In Bad Sulza fiel die nur wenige Jahre vorher an der Ilm errichtete Saline dem Hochwasser zum Opfer, wurde jedoch an derselben Stelle wieder aufgebaut.
Die Gesamtzahl der Todesopfer wird mit 2.261 Menschen angegeben. Historische Hochwasserereignisse wie die Thüringer Sintflut spielen als hydrologisch-meteorologische Extremsituationen auch für die aktuelle Forschung zu diesem Thema eine wichtige Rolle.
Siehe auch: Jahrhundertflut